# Saison 2 de Battlestar Galactica
Chronologie
Saison 1 Saison 3
Cet article présente le guide des épisodes de la deuxième saison de la série télévisée Battlestar Galactica.

## Synopsis
À la suite de la découverte de Kobol, l'arrestation de Laura Roslin et la tentative d'assassinat sur William Adama, la flotte se voit confrontée à davantage de dangers mais, avec la découverte du Pegasus et de New Caprica, l'espoir renaît. Cependant, toutes les mises en œuvre d'un meilleur futur sont bousculées tôt ou tard.

### Points clés de la saison
- Le colonel Tigh commande la flotte lorsqu'Adama est en incapacité, déclarant la loi martiale.
- À la suite du massacre du Gidéon, la flotte se divise en deux factions : ceux qui supportent Adama, et les autres qui soutiennent Roslin et Zarek.
- Kara Thrace et Karl Agathon découvre un mouvement de résistance sur Caprica.
- Cally Henderson tue la copie de Sharon Valerii présente sur le Galactica.
- Les cylons ont régulièrement enlevé les femmes humaines afin de les inséminer artificiellement avec des ovules hybrides, créant des fermes de fécondation sur Caprica. Leurs essais ont échoué.
- Une expédition sur Kobol trouve à l'intérieur de la tombe d'Athéna des instructions pouvant mener la flotte à la Terre.
- Starbuck et Helo reviennent sur le Galactica depuis Caprica ; il devient un paria à cause de sa relation avec Sharon Valerii, qui est enceinte du premier enfant hybride humano-cylon.
- Roslin et le quorum des Douze sont réinstitués.
- Trois nouveaux modèles de cylons humanoïdes sont révélés : Simon, D'anna Biers et Cavil.
- Le chef Tyrol et son équipe créent un prototype de vaisseau de bataille furitf, le Blackbird.
- La flotte rencontre un autre battlestar qui a survécu à l'attaque, le Pegasus, commandé par l'amiral Helena Cain.
- William Adama devient amiral et le Pegasus rejoint la flotte.
- Les Coloniaux trouvent une imposante flotte cylonne gardant un gros vaisseau de la résurrection, responsable de la large portée de transmission de conscience des cylons humanoïdes lors de la destruction de leur corps.
- Le Galactica et le Pegasus s'engagent dans un combat contre les cylons et détruisent le vaisseau de la résurrection. C'est un coup majeur contre les cylons qui les force à revoir leur stratégie de destruction de la flotte.
- Le Pegasus passe par trois commandants consécutifs, le premier étant tué par un cylon, le second tué par les contrebandiers du marché noir et le troisième lors d'une bataille contre trois basestars cylons. Lee Adama est promu commandant du Pegasus.
- Poussé par Tom Zarek, le professeur Baltar déclare être candidat à la présidentielle.
- Divers mouvements de résistance se lèvent dans la flotte, dont un mené par un cylon (Gina). Baltar donne à cette dernière une bombe nucléaire.
- La fille hybride de Sharon et de Helo naît prématurément et est cachée de ses parents grâce à une mère de remplacement dans la flotte.
- Starbuck mène une mission de sauvetage sur Caprica pour sauver les survivants.
- Une planète à peine habitable est découverte dans une nébuleuse, fournissant à Baltar, mis à mal dans sa campagne présidentielle, une voie de sortie.
- Gina, sur le Cloud 9, fait exploser l'engin nucléaire donné par Baltar. Cette explosion détruit plusieurs vaisseaux et tue des milliers de personnes.
- L'élection présidentielle se termine, ouvrant une voie royale à Baltar. La planète, baptisée New Caprica, est colonisée tandis que les vaisseaux restant forment la flotte de défense de New Caprica.
- Les cylons localisent New Caprica près d'un an après, grâce à la piste des radiations de l'ogive nucléaire qui a explosé. Ils envahissent la planète et Baltar n'a d'autre choix que de se rendre, tandis que les vaisseaux en orbite la quittent.

## Distribution

### Personnages principaux
- Edward James Olmos (VF : Philippe Catoire) : Commandant William Adama
- Mary McDonnell (VF : Annie Balestra) : Présidente Laura Roslin
- Katee Sackhoff (VF : Ariane Deviègue) : Lieutenant Kara Thrace
- Jamie Bamber (VF : Mathias Kozlowski) : Capitaine Lee Adama
- James Callis (VF : Guy Chapellier) : Professeur Gaïus Baltar
- Tricia Helfer (VF : Laura Préjean) : Numéro Six
- Grace Park (VF : Marie-Ève Dufresne) : Lieutenant Sharon Valerii

### Personnages réguliers
- Michael Hogan (VF : Michel Voletti) : Colonel Saul Tigh
- Aaron Douglas (VF : Olivier Cordina) : Chef Galen Tyrol
- Tahmoh Penikett (VF : Bruno Forget) : Lieutenant Karl Agathon
- Kandyse McClure (VF : Fatiha Cherette) : Lieutenant Anastasia Dualla
- Paul Campbell (VF : Geoffrey Vigier) : Billy Keikeya
- Alessandro Juliani (VF : Thierry Bourdon) : Lieutenant Felix Gaeta
- Samuel Witwer : Alex "Crashdown" Quartararo
- Leah Cairns : Margaret "Racetrack" Edmondson
- Nicki Clyne (VF : Sophie Froissard) : Cally
- Dominic Zamprogna : Jammer
- Luciana Carro : Louanne "Kat" Katraine
- Kate Vernon : Ellen Tigh
- Bodie Olmos : Brendan "Hotdog" Costanza

## Équipe de production

### Producteurs
- Ronald D. Moore : Créateur, producteur délégué, scénariste
- David Eick : Producteur délégué, scénariste
- Toni Graphia : Coproducteur délégué, scénariste
- Mark Verheiden : Producteur consultant, coproducteur délégué, scénariste
- Harvey Frand : Producteur
- Glen A. Larson : Producteur consultant
- Ron E. French : Producteur exécutif
- Paul M. Leonard : Coproducteur
- Bradley Thompson : Coproducteur, scénariste
- David Weddle : Coproducteur, scénariste

### Réalisateurs
- Michael Rymer : 8 épisodes
- Sergio Mimica-Gezzan : 3 épisodes
- Rod Hardy : 2 épisodes
- Jeff Woolnough : 2 épisodes
- Michael Nankin : 2 épisodes
- Allan Kroeker : 1 épisode
- Robert Young : 1 épisode
- Reynaldo Villalobos (en) : 1 épisode

### Scénaristes
- Bradley Thompson - 5 épisodes
- David Weddle - 5 épisodes
- Ronald D. Moore - 3 épisodes
- Anne Cofell Saunders - 3 épisodes
- Mark Verheiden - 3 épisodes
- David Eick - 2 épisodes
- Michael Rymer - 2 épisodes
- Toni Graphia - 1 épisode
- Dawn Prestwich - 1 épisode
- Nicole Yorkin - 1 épisode
- James Head - 1 épisode
- Jeff Vlaming - 1 épisode
- Joel Anderson Thompson - Executive Story Editor[1], 1 épisode
- Carla Robinson - Story Editor[1], 1 épisode

## Épisodes
1. Le Tout pour le tout (Scattered)
2. Les Centurions de Caprica (Valley of Darkness)
3. Tentation du pouvoir (Fragged)
4. Résistance (Resistance)
5. La Ferme (The Farm)
6. En route pour Kobol - 1ère partie (Home - Part 1)
7. En route pour Kobol - 2ème partie (Home - Part 2)
8. La Dernière séquence (Final Cut)
9. Le Vol du Phénix (Flight of the Phoenix)
10. Pegasus (Pegasus)
11. Opération survie - 1ère partie (Resurrection Ship - Part. 1)
12. Opération survie - 2ème partie (Resurrection Ship - Part. 2)
13. Révélation (Epiphanies)
14. Marché noir (Black Market)
15. Double affrontement (Scar)
16. La Vengeance (Sacrifice)
17. Une main de fer (The Captain's Hand)
18. Téléchargement (Downloaded)
19. Posez votre fardeau - 1ère partie (Lay Down Your Burdens - Part. 1)
20. Posez votre fardeau - 2ème partie (Lay Down Your Burdens - Part. 2)

### Le Tout pour le tout
- États-Unis : 15 juillet 2005 sur Sci Fi Channel
- France : 22 janvier 2006 sur Sci Fi
- Belgique : 12 juillet 2008 sur La Deux

- Michael Hogan (Colonel Saul Tigh)
- Aaron Douglas (Chef Galen Tyrol)
- Tahmoh Penikett (Lieutenant Karl « Helo » Agathon)
- Paul Campbell (Billy Keikeya)
- Nicki Clyne (Spécialiste Cally Henderson)
- Alessandro Juliani (Lieutenant Felix Gaeta)
- Kandyse McClure (Sous-officier Anastasia Dualla)
- Samuel Witwer (Crashdown)
- Kate Vernon (Ellen Tigh)
- Alonso Oyarzun (Spécialiste Socinus)
- Kerry Norton (Infirmière Layne Ishay)
- Kurt Evans (Infirmier Howard Kim)
- Chris Shields (Caporal Venner)
- Luciana Carro (Lieutenant Louanne « Kat » Katraine)
- Bodie Olmos (Lieutenant Brendan « Hot Dog » Costanza)
- Jennifer Halley (Diana Seelix)
- Warren Christie (Tarn)
- Ty Olsson (Capitaine Aaron Kelly)
- Nicholas Treeshin (Sergent Watkins)
- Michael Tayles (« Flyboy »)
- Leah Cairns (Lieutenant Margaret « Racetrack » Edmondson)
- Aleks Paunovic (Sergent Omar Fischer)

Avec le commandant Adama dans un état critique, le colonel Tigh est contraint de prendre le commandement du Galactica. Le capitaine Apollo est mis aux arrêts par Tigh pour avoir désobéi à l'ordre d'arrestation de la présidente Laura Roslin (et avoir pointé son arme sur la tête de Tigh), alors que son père vient de se faire tirer dessus. Roslin elle-même occupe la cellule adjacente du Galactica et est choquée d'entendre les événements récents.
Il semble que Sharon ait indiqué aux cylons la position de la flotte humaine alors qu'elle était sur une base cylonne. Les cylons arrivent alors et attaquent. Tigh ordonne à la flotte de procéder à un bond PRL aux coordonnées d'urgence pour échapper aux robots. Le CIC du Galactica est en pleine confusion peu après leur arrivée aux coordonnées du bond : aucun autre vaisseau de la flotte n'est présent. Le lieutenant Gaeta se rend compte que la mise à jour des coordonnées n'a pas été transmise au reste de la flotte, et que le Galactica n'a pas suivi la même route qu'eux. Tigh se reproche de ne pas avoir vérifié la transmission des nouvelles coordonnées avant le saut d'urgence.
Sur Kobol, le docteur Baltar se trouve avec une enfant que Numéro Six proclame le leur. Les survivants du crash entendent un boom sonique dans la haute atmosphère signalant l'arrivée de vaisseaux ennemis. Le lieutenant Crashdown ordonne de bouger rapidement dans la forêt proche afin de passer à couvert. Trop pressés, ils ont laissé un kit médical nécessaire pour sauver le spécialiste Socinus, sévèrement blessé. Crashdown envoie Tarn retrouver l'équipement médical qu'il a « oublié », mais Cally et le chef Tyrol ne croient pas qu'il est prudent que Tarn y aille seul et convainquent Crashdown qu'ils devraient aller avec lui. Tarn est tué pendant le voyage du retour lors d'une embuscade des cylons tandis qu'ils ramènent l'équipement.
Le lieutenant Gaeta affirme que pour retrouver la flotte, le Galactica doit d'abord revenir à sa position précédente où les cylons les attendent certainement pour corriger leur position par rapport aux étoiles, puis sauter à nouveau, mais vers la position de la flotte cette fois-ci. Cependant, en utilisant les méthodes standard, cela prendrait douze heures - trop long pour le Galactica qui devra retenir les cylons. Pour réduire le temps de calcul du second saut, Tigh désobéit aux ordres permanents d'Adama et autorise Gaeta à mettre en réseau les ordinateurs de contrôle des dégâts, de contrôle du feu et de navigation du Galactica. Cela assujettira le vaisseau à une infection par un virus informatique cylon. Gaeta élabore alors un pare-feu informatique afin d'essayer de défendre ces ordinateurs contre une telle attaque.
Peu avant de sauter, Tigh se dirige vers les cellules où il interroge brutalement « Boomer », mais elle lui répond, en larme, qu'elle n'avait pas conscience de sa nature cylonne. Il est prêt à lui tirer une balle dans la tête, mais s'interrompt pensant à une meilleure solution. À l'infirmerie, l'état d'Adama est stabilisé bien qu'il soit tombé dans le coma.
Tigh libère Apollo en échange de sa parole d'agir en tant que chef de groupe aérien (CGA) et de prendre part dans la future bataille contre les cylons. Mais il devra revenir en cellule lorsqu'il n'est pas en service.
Tigh retourne au CIC et le Galactica effectue un saut vers la bataille et commence les calculs pour rejoindre la flotte. Même avec tous les ordinateurs en réseau, le processus prendra une dizaine de minutes. La bataille est féroce et l'un des vaisseaux cylons (qui s'avère finalement être un chasseur lourd cylon) parvient à traverser les tirs de barrage du Galactica pour s'écraser dans une baie d'atterrissage. Aucun dégât sérieux semble être fait. Pendant ce temps, les Vipers participent à l'action en retenant les autres chasseurs cylons. Immédiatement, les cylons tentent de pirater le nouveau réseau du Galactica. Gaeta est stupéfié de la vitesse à laquelle les cylons pénètrent les niveaux de son pare-feu. Les calculs du bond sont à peine terminés que Gaeta déconnecte le réseau, peu avant que le virus cylon traverse le dernier pare-feu. Le Galactica effectue son second bond et rejoint la flotte.

### Les Centurions de Caprica
- États-Unis : 22 juillet 2005 sur Sci Fi Channel
- France : 29 janvier 2006 sur Sci Fi
- Belgique : 19 juillet 2008 sur La Deux

Peu après avoir rejoint le reste de la flotte alors que les pilotes de Viper se congratulent, une coupure de courant survient dans tout le Galactica, le lieutenant Gaeta pense d'abord à un virus informatique qui aurait pu réussir à s'infiltrer dans le système malgré ses pare-feu. Le courant de secours se met en marche mais il se coupe aussi vite qu'il est venu. Après la seconde coupure l'équipage du CIC apprend que des cylons ont abordé le Galactica pendant la bataille. A ce moment le capitaine Apollo accompagné de plusieurs autres pilotes se dirigent vers la passerelle pour savoir pourquoi le courant est coupé mais ils tombent nez-à-nez avec plusieurs cylons et l'un des pilotes est tué. Les cylons poursuivent alors le groupe et Apollo ne doit son salut qu'à l'intervention in extremis d'une équipe d'intervention.
Laura Roslin, son conseiller Billy Keikeya et le garde qui la retient prisonnière entendent des coups de feu et se préparent au pire quand on ouvre la porte de la prison, mais il s'agit de l'équipe d'intervention désormais menée par Apollo. Ce dernier ordonne au groupe de rejoindre l'infirmerie.
Le colonel Tigh arrivé entre-temps au CIC prend alors toute l'étendue des problèmes, le virus informatique ayant coupé le courant dans le Galactica, cela prendra au moins une heure pour pouvoir nettoyer chaque sous-système de la présence de ce virus. Les cylons quant à eux se sont séparés en deux groupes et se dirigent l'un vers l'avant l'autre vers l'arrière, le colonel Tigh en déduit immédiatement leurs objectifs : le poste de contrôle des dommages secondaires et le poste de contrôle de feu auxiliaire. En réussissant l'un de ces deux objectifs cela permettra aux cylons de contrôler les systèmes de décompression et donc d'envoyer tout l'équipage dans l'espace.
La première équipe d'intervention parvient à arrêter celle qui se dirige vers le contrôle de feu auxiliaire mais la seconde équipe ne peut plus avancer pour intercepter le second groupe car les cylons ont découpé la coque à cet endroit et les tunnels sont donc verrouillés. Apollo parvient alors à entrer en contact avec le CIC, lui et son équipe se trouvent coincés entre les cylons et la salle de contrôle des dommages arrière, le colonel Tigh lui dit de s'y rendre pour stopper les cylons.
Le groupe de Laura Roslin passe par une salle jonchée de cadavres, ils découvrent alors l'officier Dualla en état de choc et l'emmènent avec eux. Ils décident de changer de trajet pour éviter les combats en passant par le pont tribord. Malheureusement, parvenus près de l'infirmerie, ils ne peuvent franchir une porte à cause d'une décompression, le seul autre chemin passe par la salle de contrôle des dommages arrière.
L'équipe d'Apollo arrive la première devant la salle et se met en position pour recevoir les cylons, quelques mètres plus loin le groupe de Roslin s'approche de la salle mais entend des cylons à proximité et se cache. Au moment où les cylons passent, Billy tire par inadvertance, les cylons se détournent de la salle et se mettent à tirer sur Billy qui est plaqué au sol par Roslin ; grâce à cette diversion, Apollo parvient à détruire les deux cylons.
Sur Caprica, Starbuck ne se prive pas pour accabler Helo parce qu'il s'est fait abuser par Boomer. Starbuck emmène ensuite Helo chez elle et, après avoir évoqué ses pensées, prend les clés de son Humvee.
- Les codes utilisés par les échoués sur Kobol sont les mêmes que ceux utilisés lors du débarquement en Normandie lors de la Seconde Guerre mondiale : Flash (Éclair) à quoi devait être répondu Thunder (Tonnerre).
- La bande originale de cet épisode inclut Metamorphosis One, un morceau de l'album Solo Piano de Philip Glass.

### Tentation du pouvoir
- États-Unis : 29 juillet 2005 sur Sci Fi Channel
- France : 29 janvier 2006 sur Sci Fi
- Belgique : 26 juillet 2008 sur La Deux

- Richard Hatch (Tom Zarek)

Sur Kobol, les survivants du crash enterrent Tarn et Socinus puis se dirigent vers la lisière de la forêt. Ils s'aperçoivent alors que les cylons sont en train de construire une plate-forme de lancement de missile guidé avec l'antenne DRADIS du rapace qui s'est écrasé afin d'abattre tout appareil qui viendrait récupérer les survivants. Crashdown après avoir fait observer les patrouilles des cylons décide d'attaquer la place malgré les réserves du chef Tyrol et les protestations de Gaïus Baltar. Il élabore alors un plan qui leur permettra de détruire la plate-forme lance-missile.
Sur le Galactica le docteur Cottle arrive enfin au chevet du commandant Adama et l'opère en urgence pour arrêter une hémorragie. Le colonel Tigh voyant qu'il n'est pas utile qu'il reste retourne au CIC où il est surpris de trouver le capitaine Apollo alors qu'il devrait être en cellule. Ce dernier explique alors qu'il organise la mission de sauvetage du rapace sur Kobol. Tight accepte alors qu'il s'en occupe alors que la presse demande à partir du Galactica et contacter leurs vaisseaux, Tigh rétorque qu'ils n'ont qu'à attendre et qu'il s'occupera d'eux en temps voulu. Juste après le Quorum des Douze demande aussi à le voir. Après des explications houleuses entre le colonel Tigh et le quorum concernant les derniers évènements, Tigh dit qu'il ne compte pas déclarer la loi martiale. Le quorum demande donc à voir Laura Roslin mais Tigh lui répond simplement qu'il prendra en compte leur demande.
Laura Roslin commence à avoir des cauchemars et à perdre la tête à cause du manque de Kamala et charge Billy d'en trouver au plus vite. Ellen Tigh lui rend ensuite visite mais elle s'aperçoit très vite qu'elle devient folle à cause du manque. Elen s'empresse alors de le dire à son mari et lui conseille de laisser le quorum la voir. Après réflexion, le colonel Tigh décide alors d'accepter la demande du quorum. Billy parvient alors à se procurer de la Kamala grâce au garde de la cellule. Le quorum une fois arrivé en cellule trouve Roslin le regard dans le vide sans dire un mot. Au bout de quelques minutes elle arrive à reprendre ses esprits et révèle au quorum qu'elle n'a pas démissionné de la présidence et qu'elle combattra le coup d'État et surtout qu'elle pense tenir le rôle du chef dans les écritures car, comme c'est écrit dans celles-ci, elle est mourante à cause de son cancer du sein en phase terminale. Elle compte donc mener le peuple à son salut.
Pendant la préparation de l'attaque de la plate-forme lance missile, Numéro Six dit à Baltar que l'un d'entre eux va trahir les autres pendant l'attaque sans donner de nom. Au moment où l'équipe de sauvetage arrive en orbite autour de Kobol, Crashdown décide de lancer l'attaque mais il y a un problème, il y a 2 gardes de plus que prévu et il se pourrait que ce soient les 2 qui gardaient la parabole Dradis. Crashdown décide quand même d'attaquer la plate-forme mais Cally est tétanisée par la peur et Crashdown la braque avec son arme pour la forcer à obéir. Baltar tue Crashdown pour l'empêcher de la tuer, Six lui dit après "tu es un homme maintenant". Tout le monde bat alors en retraite vers la parabole Dradis car le coup de feu a alerté les cylons. Ils arrivent près de celle-ci au moment où les missiles ont été lancés sur l'équipe de sauvetage et la détruisent à temps pour que les missiles perdent leur guidage. L'un des rapaces arrive ensuite pour détruire les cylons qui poursuivaient le groupe de survivants. Avant de repartir vers le Galactica, Apollo demande comment est mort Crashdown, Baltar répond en disant qu'il est mort en conduisant l'assaut.

### Résistance
- États-Unis : 5 août 2005 sur Sci Fi Channel
- France : 5 février 2006 sur Sci Fi
- Belgique : 2 août 2008 sur La Deux

- Richard Hatch (Tom Zarek)

### La Ferme
- États-Unis : 12 août 2005 sur Sci Fi Channel
- France : 5 février 2006 sur Sci Fi
- Belgique : 9 août 2008 sur La Deux

Sur Caprica, lors d'une embuscade la résistance doit se replier laissant derrière elle Kara blessée.
Sur le Galactica, William Adama est acclamé par l'équipage lorsqu'il réintègre ses fonctions de commandant. Il se remet au travail, ordonne immédiatement de continuer les recherches de la présidente déchue. Cette dernière cherche un moyen de s'adresser au peuple, elle enregistre donc son discours.
Kara se retrouve dans un hôpital, où le docteur n'est autre qu'un cylon Numéro Quatre, mais elle l'ignore.
Après avoir tué Boomer, Cally se retrouve en prison, le chef Tyrol demande à Adama de libérer Cally mais ce dernier annonce qu'elle restera 30 jours en prison.
La présidente joue la carte de la religion dans son message à la flotte et demande à ceux qui croient en elle de faire un bond sur Kobol au signal. Le commandant, certain que peu de vaisseaux la suivront, décide de laisser faire.
Kara découvre que l'hôpital est dirigé par des Cylons humanoïdes, tue son docteur Cylon et découvre lors de sa fuite une salle remplie de femmes sur lesquelles les cylons font des expériences de reproduction. Elle s'échappe à l'extérieur et retrouve le reste de la résistance venu la chercher avec un bombardier spatial qu'ils ont volé aux Cylons avec l'aide de Numéro huit.

### En route pour Kobol:1repartie
- États-Unis : 19 août 2005 sur Sci Fi Channel
- France : 12 février 2006 sur Sci Fi
- Belgique : 30 août 2008 sur La Deux

- Richard Hatch (Tom Zarek)
- James Remar (Meier)

Les vaisseaux qui ont quitté la flotte sont en orbite autour de Kobol, lorsqu'un vaisseau inconnu est détecté : il s'agit de Starbuck. Celle-ci est accompagnée de Karl Agathon et de Sharon qui est immédiatement reconnue par Lee Adama et mise en prison par la Présidente.
Sur le Galactica, le commandant tente de réorganiser tant bien que mal la flotte qui lui est restée fidèle, il nomme un nouveau commandant d'escadrille (CEG) pour remplacer son fils et donne une conférence de presse désastreuse.
Autour de Kobol, Sharon dit à la présidente Roslin qu'elle peut les conduire jusqu'au temple d'Athéna sur la planète. Lors d'un exercice, un viper du Galactica se retrouve au milieu d'un champ d'astéroïdes qui vient d'exploser à la suite d'une erreur du nouveau CEG.

### En route pour Kobol:2epartie
- États-Unis : 26 août 2005 sur Sci Fi Channel
- France : 12 février 2006 sur Sci Fi
- Belgique : 6 septembre 2008 sur La Deux

- Richard Hatch (Tom Zarek)
- James Remar (Meier)

### La Dernière Séquence
- États-Unis : 9 septembre 2005 sur Sci Fi Channel
- France : 19 février 2006 sur Sci Fi
- Belgique : 13 septembre 2008 sur La Deux

- Lucy Lawless (D'Anna Biers)

### Le Vol du Phénix
- États-Unis : 16 septembre 2005 sur Sci Fi Channel
- France : 19 février 2006 sur Sci Fi
- Belgique : 4 octobre 2008 sur La Deux

### Pegasus
- États-Unis : 23 septembre 2005 sur Sci Fi Channel
- France : 26 février 2006 sur Sci Fi
- Belgique : 11 octobre 2008 sur La Deux

49 605
- Invitée : Michelle Forbes (Amiral Helena Cain)

- Sur certains DVD, une version étendue de cet épisode a été placée. Celle-ci dure 59 minutes au lieu des 43 habituelles.
- Cet épisode a été nommé au Prix Hugo de la meilleure présentation dramatique de courte durée, sans remporter ce prix.

### Opération survie:1repartie
- États-Unis : 6 janvier 2006 sur Sci Fi Channel
- France : 21 mai 2006 sur Sci Fi
- Belgique : 18 octobre 2008 sur La Deux

49 604
- Invitée : Michelle Forbes (Amiral Helena Cain)

### Opération survie:2epartie
- États-Unis : 13 janvier 2006 sur Sci Fi Channel
- France : 21 mai 2006 sur Sci Fi
- Belgique : 25 octobre 2008 sur La Deux

49 604
- Invitée : Michelle Forbes (Amiral Helena Cain)

### Révélation
- États-Unis : 20 janvier 2006 sur Sci Fi Channel
- France : 28 mai 2006 sur Sci Fi
- Belgique : 1er novembre 2008 sur La Deux

- Colm Feore (Président Adar)

### Marché noir
- États-Unis : 27 janvier 2006 sur Sci Fi Channel
- France : 28 mai 2006 sur Sci Fi
- Belgique : 15 novembre 2008 sur La Deux

- Richard Hatch (Tom Zarek)
- Bill Duke (Phelan)

### Double Affrontement
- États-Unis : 3 février 2006 sur Sci Fi Channel
- France : 4 juin 2006 sur Sci Fi
- Belgique : 22 novembre 2008 sur La Deux

### La Vengeance
- États-Unis : 10 février 2006 sur Sci Fi Channel
- France : 4 juin 2006 sur Sci Fi
- Belgique : 29 novembre 2008 sur La Deux

49 590
- Invitée : Dana Delany (Sesha Abinell)

### Une main de fer
- États-Unis : 17 février 2006 sur Sci Fi Channel
- France : 11 juin 2006 sur Sci Fi

- Richard Hatch (Tom Zarek)

### Téléchargement
- États-Unis : 24 février 2006 sur Sci Fi Channel
- France : 11 juin 2006 sur Sci Fi

- Lucy Lawless (Numéro Trois)
- Michael Trucco (Samuel Anders)

- Cet épisode révèle quelques numéros des modèles humanoïdes de cylon.
- L'une des voitures que l'on peut apercevoir dans cet épisode est une Citroën DS.
- Dans la version originale, Samuel Anders fait référence aux cylons en les appelant Skin-job. Ce mot avait été utilisé pour désigner les androïdes dans le film Blade Runner, où Edward James Olmos joue également un rôle.
- Cet épisode a été nommé au Prix Hugo de la meilleure présentation dramatique de courte durée, sans remporter ce prix.
- Le centurion cylon enquêtant sur la bombe dans le garage a été nommé pour le VES Awards du « personnage animé dans une émission télévisée, une publicité ou clip vidéo ».
- Starbuck et Appolo n'apparaissent pas dans cet épisode.

### Posez votre fardeau:1repartie
- États-Unis : 3 mars 2006 sur Sci Fi Channel
- France : 18 juin 2006 sur Sci Fi

- Richard Hatch (Tom Zarek)
- Michael Trucco (Samuel Anders)
- Dean Stockwell (Frère Cavil)

### Posez votre fardeau:2epartie
- États-Unis : 10 mars 2006 sur Sci Fi Channel
- France : 18 juin 2006 sur Sci Fi

- Richard Hatch (Tom Zarek)
- Michael Trucco (Samuel Anders)
- Dean Stockwell (Frère Cavil)

- La version complète de cet épisode a une durée non standard de 65 minutes. Il existe aussi une version courte, formatée pour passer sur d'autres chaînes de télévision, dont la durée est celle standard de 43 minutes.
- Dans la version originale, le discours de Galen Tyrol à la fin de l'épisode cite directement un discours donnée par l'activiste Mario Savio à l'université de Berkeley en Californie, le 2 décembre 1964.